# Даринда Джоунс
Даринда Джоунс (на английски: Darynda Jones) е американска писателка на бестселъри в жанра фентъзи и паранормален романтичен трилър.

## Биография и творчество
Родена е през 1965 г. във Фриона, Тексас, САЩ. Израснала с истории за елегантни момичета и герои, помагащи в беда за всеки нещастен човек, тя мечтае да бъде писателка и започва да пише фантастика още като ученичка. През 1983 г. завършва гимназия в Порталес, Ню Мексико.
След дипломирането си през 1984 г., се омъжва за местна рок звезда. Грижата за семейството я кара да загърби мечтата си и да се грижи за двамата си сина, от които по-големият е роден глух. Когато той става на 5 години, тя се премества с децата в Албъкърки, където синът ѝ посещава специализирано училище. Съпругът ѝ остава в бизнеса и те се редуват да пътуват през почивните дни, за да се виждат.
Докато е в Албъкърки, тя следва в Университета на Ню Мексико и през 2001 г. завършва с пълно отличие и диплома по жестомимичен език и превод. Започва да работи като учителка по специалността си в Порталес.
През 2002 г. решава да се върне към мечтата си да бъде писател. В продължение на няколко години написва три ръкописа от поредидата си „Чарли Дейвидсън“. Главният герой в нея се представя за частен детектив, но основно е жътвар на души.
През 2009 г. ръкописът на първия ѝ фентъзи трилър, „Първият гроб отдясно“, печели престижната награда „Златно сърце“ на Асоциацията на писателите на романси на Америка в категорията неиздадени романи. Наградата ѝ осигурява успешен старт на писателската кариера и през 2011 г. започва издаването на поредицата. През 2012 г. получава и наградата РИТА.
През 2012 г. стартира другата ѝ поредица „Дарклайт“.
Даринда Джоунс живее със семейството си в Лос Лунас, Ню Мексико.

## Произведения

### Серия „Чарли Дейвидсън“ (Charley Davidson)
1. First Grave On the Right (2011) – награда „Златно сърце“ и РИТА за най-добър първи паранормален романс
Първият гроб отдясно, изд.: „Ибис“, София (2011), прев. Надя Баева
2. Second Grave on the Left (2011)
Вторият гроб от ляво, изд.: „Ибис“, София (2012), прев. Надя Баева
3. Third Grave Dead Ahead (2012)
Третият гроб отсреща, изд.: „Ибис“, София (2013), прев. Надя Баева
4. Fourth Grave Beneath My Feet (2012)
Четвъртият гроб под краката ми, фен превод
5. Fifth Grave Past the Light (2013)
Петият гроб отвъд светлината, фен превод
6. Sixth Grave on the Edge (2014) Шестият гроб е точно зад ъгъла, фен превод
7. Seventh Grave and No Body (2014) Седми гроб без тяло, фен превод
8. Eighth Grave After Dark (2015) Осмият гроб в тъмното, фен превод
9. The Dirt on Ninth Grave (2016) Мръсотия на деветия гроб, фен превод
10. The Curse of Tenth Grave (2016) Проклятие на десетия гроб, фен превод
11. Eleventh Grave in Moonlight (2017) Единадесетият гроб на лунна светлина, фен превод
12. The Trouble with Twelfth Grave (2017) Проблеми с дванадесетия гроб, фен превод
13. Summoned to Thirteenth Grave (2019) По зова на тринадесетия гроб. фен превод

- For I Have Sinned (2011) – новела
Защото съгреших, фен превод
- Brighter Than the Sun (2015) – новела По-яркa от слънцето, фен превод

### Серия „Дарклайт“ (Darklight)
1. Death and the Girl Next Door (2012)
2. Death, Doom, and Detention (2013)
3. Death and the Girl He Loves (2013)

### Серия „Съншайн Викрам“ (Sunshine Vicram)
1. A Bad Day for Sunshine (2020)
2. A Good Day for Chardonnay (2021)
3. A Hard Day for a Hangover (2022)

### Серия „Между и помежду“ (Betwixt & Between)
1. Betwixt (2020)
2. Bewitched (2020)
3. Beguiled (2021)
4. Moonlight and Magic (2022)

### Сборници
- Twelve Shades of Midnight (2014) – с Ший Бъркли, Дакота Касиди, Клер Кавано, Рейчъл Грант, Лилиана Харт, Триш Маккалън, Енжи Морган, Робин Перини, Робин Питърман, Ан Вос Питърсън и Джен Старк

### Новели
- A Lovely Drop (2020)